# Latvijas PSR čempionāts futbolā 1964
L'edizione 1964 del massimo campionato di calcio lettone fu la 20ª come competizione della Repubblica Socialista Sovietica Lettone; il titolo fu vinto dall'ASK, giunto al suo settimo titolo.

## Formato
Il campionato era formato da quattordici squadre che si incontrarono in gare di andata e ritorno per un totale di 26 turni; erano assegnati due punti alla vittoria, un punto al pareggio e zero per la sconfitta.

## Classifica finale
|                        | Pos. | Squadra               | Pt | G  | V  | N  | P  | GF | GS | DR  |
| ---------------------- | ---- | --------------------- | -- | -- | -- | -- | -- | -- | -- | --- |
| RSS Lettone (bandiera) | 1.   | ASK Rīga              | 38 | 26 | 17 | 4  | 5  | 68 | 26 | +42 |
|                        | 2.   | ZSK Daugavpils        | 35 | 26 | 14 | 7  | 5  | 46 | 21 | +25 |
|                        | 3.   | KRR Rīga              | 33 | 26 | 14 | 5  | 7  | 53 | 32 | +21 |
|                        | 4.   | RĖZ Riga              | 33 | 26 | 13 | 7  | 6  | 39 | 26 | +13 |
|                        | 5.   | Tosmares c. Liepaja   | 30 | 26 | 11 | 8  | 7  | 34 | 30 | +4  |
|                        | 6.   | Naftas Baze Ventspils | 27 | 26 | 9  | 9  | 8  | 35 | 34 | +1  |
|                        | 7.   | CSK Broceni           | 27 | 26 | 9  | 9  | 8  | 38 | 40 | -2  |
|                        | 8.   | Kompresors Riga       | 26 | 26 | 8  | 10 | 8  | 44 | 34 | +10 |
|                        | 9.   | PFR Riga              | 24 | 26 | 8  | 8  | 10 | 30 | 40 | -10 |
|                        | 10.  | Dinamo Liepaja        | 23 | 26 | 7  | 9  | 10 | 23 | 36 | -13 |
|                        | 11.  | Vulkans Kuldiga       | 21 | 26 | 7  | 7  | 12 | 28 | 41 | -13 |
|                        | 12.  | Aizpute               | 18 | 26 | 6  | 6  | 14 | 25 | 46 | -21 |
|                        | 13.  | Jūrmala               | 17 | 26 | 6  | 5  | 15 | 23 | 45 | -22 |
|                        | 14.  | Lignums               | 12 | 26 | 3  | 6  | 17 | 23 | 58 | -35 |